# Bagnoli del Trigno
Bagnoli del Trigno község (comune) Olaszország Molise régiójában, Isernia megyében.

## Fekvése
A megye keleti részén fekszik. Határai: Civitanova del Sannio, Duronia, Pietracupa és Salcito.  Egy, a Trigno völgyére néző domb tetején épült fel.

## Története
A települést a 11-12. században, a normann uralom idején alapították. A 19. században nyerte el önállóságát, amikor a Nápolyi Királyságban felszámolták a feudalizmust.

## Népessége
A népesség számának alakulása:

## Főbb látnivalói
- Castello Sanfelice - a település egykori erődjének romjai
- San Michele-templom
- San Silvestro-templom